# Ajamil de Cameros
Ajamil és un municipi situat en la comarca del Camero Viejo, de La Rioja (Espanya). Està format pels nuclis d'Ajamil, Larriba i Torremuña. El 16 de maig de 2008 el Parlament de La Rioja aprovà el canvi del nom del poble, d'Ajamil a Ajamil de Cameros.

## Història
El 1366 quan Enric II de Castella de Trastàmara es va fer coronar rei a Calahorra, el cavaller navarrès Juan Ramírez de Arellano en va rebre el Senyoriu de Cameros en recompensa als serveis prestats. Ajamil estava compresa entre els pobles i llocs d'aquest senyoriu i va passar a poder dels comtes d'Aguilar, senyors de Cameros, fins a l'abolició dels senyorius amb la Constitució espanyola de 1812. En el cens de la població de Castella del segle xvi figura Ajamil, al costat de Nájera, amb 50 veïns, al voltant de 300 individus. Fins a la creació de la província de Logronyo (Decret de 30 de novembre de 1833) va ser vila eximida i va pertànyer a la província de Sòria amb jurisdicció pròpia independent de l'avançat.